# Тищенко Микола Миколайович
Мико́ла Микола́йович Ти́щенко (також відомий, як «Коля Котлета», нар. 17 травня 1972, Київ, УРСР) — український політик, громадський діяч, ресторатор, бодібілдер, телеведучий. Народний депутат України IX скл. від 219-го виборчого округу. Заступник голови Комітету ВРУ з питань транспорту та інфраструктури. Фігурант антикорупційних розслідувань.
Колишній заступник голови фракції «Слуга народу», звільнений з посади та виключений з партії через виїзд у Таїланд під час повномасштабного вторгнення.

## Життєпис
Народився 17 травня 1972 року у Києві, навчався в спеціалізованій школі № 194 «Перспектива» (Оболонський район), закінчив Київський університет будівництва і архітектури за спеціальністю інженер-механік, там же закінчив військову кафедру. Майстер спорту України з дзюдо[джерело?].

### Ресторатор
Займається ресторанним бізнесом з 1998 року. Є власником мережі київських ресторанів «Наша карта» («Велюр», «Рішельє», «Сейф», «Тургенєв», «Вулик», суші-бар «Пушистый», «Olmeca Plage», «Три вилки») заснованої 2007 року. Співзасновник ГО «Гільдія рестораторів і підприємств громадського харчування».

### Телебачення
Брав участь у телепроєктах «Ігри патріотів», «Форт Байяр», «Володар гори»; «Битва українських міст», в якому очолив команду міста Києва, (березень 2010 року, телеканал «Інтер»); «МастерШеф», на «СТБ», входив до складу журі; «МастерШеф-2», на «СТБ», входить до складу журі; «МастерШеф-3», на «СТБ», входить до складу журі; «МастерШеф-4», на «СТБ», входить до складу журі.
У квітні 2016 року Тищенко покинув «МастерШеф» після 6 років ефірів. У 2017 році стає ведучим програми «Ревізор» на Новому каналі.
З серпня 2018 року є учасником шоу «Танці із зірками» на 1+1.

### Політика
Кандидат у народні депутати від партії «Слуга народу» на парламентських виборах 2019 року (в.о. № 219, частина Святошинського району м. Києва), де був позначений як генеральний директор ТОВ «ВКФ „РИМІД“». Підтримку Миколі надавала партія «Слуга народу», Тищенко обійшов Олександра Третьякова з партії «Європейська солідарність» і переміг на 219 окрузі.
Співголова групи з міжпарламентських зв'язків з Саудівською Аравією, співголова групи з міжпарламентських зв'язків з Катаром. Очолював київську міську організацію партії «Слуга народу». У березні 2021 обраний головою Закарпатської обласної організації партії «Слуга народу». 19 липня 2022 року голова партії Олена Шуляк припинила його повноваження на цій посаді.
26 січня 2023 року Тищенка виключили з партії Слуга народу через незаконне відвідування Таїланду під час повномасштабного вторгнення РФ до України. Микола заявив, що отримав завдання «розвивати відносини з країнами Азії».

### Громадська діяльність
Від початку російсько-української війни Тищенко декларував активну волонтерську діяльність та збори грошей для ЗСУ. Провів благодійну вечерю в Парижі, де зібрав 5 млн грн для ЗСУ, передав їх на купівлю автомобілів для захисників Миколаєва. За допомогою серії благодійних вечерь Way of Peace в рамках проєкту «Кулінарна дипломатія» зібрав кошти на автівки для потреб ЗСУ.

## Розслідування

### Порушення на виборах (2019)
Під час парламентських виборів 2019 року ЦВК винесла Тищенку попередження за агітацію в органах влади (Святошинській РДА). Попри заборону політикам втручатися в освіту, Тищенко взяв участь на лінійках у двох школах Києва, перевірив перебіг ремонтних робіт і завітав ще до одного навчального закладу з ревізією процесу оновлення їдальні.

### Порушення карантинних обмежень (2020—2021)
Під час карантину в 2020 році заклад «Велюр», власником якого є Тищенко, продовжував працювати, незважаючи на заборону. Його відвідували депутати, чиновники та бізнесмени.
Також вже у 2021 році Тищенко влаштував велику вечірку в п'ятизірковому готелі Fairmont на честь дня народження своєї дружини. Поліція відкрила справу за фактом порушення карантинних вимог у готелі на столичному Подолі.
У березні 2021 року Тищенко приїхав разом з іншими депутатами зі Слуги народу до Івано-Франківської області, щоби підтримати Василя Вірастюка, який балотувався до ВРУ на окрузі № 87. Спостерігачі повідомили, що Тищенко вимагав журналістські посвідчення, переплутав Прикарпаття та Закарпаття, та обвинувачував кандидата від партії «За майбутнє» Олександра Шевченка в сепаратизмі.

### Головні корупційні скандали (2020—2024)
У травні 2020 року фірма ПП «Експрес-К», що належить його сестрі Юлії Тищенко, отримала підряд на 16,7 млн грн на будівництва транспортної розв'язки на Лівому березі Києва. На той час Тищенко був народним депутатом і мав прямий вплив на розподіл державних замовлень.
У червні 2020 року нардеп Гео Лерос, відомий завдяки «плівкам Лероса», передав матеріали в НАБУ щодо схеми розкрадання бюджету на будівництво Подільсько-Воскресенського мосту, де фігурують імена Тищенка та «смотрящого» за Києвом Дениса Комарницького. У жовтні Гео Лерос виклав записи розмов Комарницького і Тищенка, які підтверджують згадану схему.
14 червня 2023, після того як Верховна Рада припинила діяльність ТСК Тищенка щодо вирубання лісів, помічниця Тищенка Евеліна Андрієвська створила ГО «ТСК Нацресурс» дублюючи назву ТСК. І після цього Тищенко продовжував писати про перевірки різних установ нібито в рамках роботи ТСК «Нацресурс».
5 серпня 2023 року голосував проти відкриття електронних декларацій. У грудні 2023 року НАЗК розпочало моніторинг способу життя Тищенка.
Чоловік сестри Тищенка, Герман Блінов, працював у компанії «Еко-Буд-Трейд», яка у 2024 році отримала 6 млрд грн з київського бюджету на добудову Подільсько-Воскресенського мосту.

### Тищенко під час виборів (2021)
У березні 2021 року Тищенко приїхав разом з іншими депутатами зі Слуги народу до Івано-Франківської області, щоби підтримати Василя Вірастюка, який балотувався до ВРУ на окрузі № 87. Спостерігачі повідомили, що Тищенко вимагав журналістські посвідчення, переплутав Прикарпаття та Закарпаття, та обвинувачував кандидата від партії «За майбутнє» Олександра Шевченка в сепаратизмі.
9 вересня 2021 року Тищенко напав на Гео Лероса в Верховній Раді України після критики Зеленського.

### Волонтерська діяльність (2022)
У квітні 2022 року, на один із блокпостів Святошинського району Києва, Тищенко передав 3 бронежилети майже 40-річної давності, та два мішки картоплі. Жилети виявилися непридатними до використання.

### Закордонні поїздки під час війни (2022—2023)
У червні 2022 року Тищенко виїхав спочатку до Праги, де нібито збирали кошти на автівки для ЗСУ. За кілька місяців Тищенко був у Парижі.
У січні 2023 року Тищенко потрапив у скандал через поїздку до Таїланду. Посольство України в Таїланді опублікувало запрошення на зустріч із Тищенком, що викликало обурення серед громадськості, оскільки чиновникам заборонено виїжджати за кордон у приватних цілях під час воєнного стану.
Тищенко стверджував, що його поїздка була службовою, і він виконував завдання фракції «Слуга народу» щодо розвитку взаємодії з країнами Азії та Африки. Голова Верховної Ради Руслан Стефанчук заперечив, що він підписував розпорядження на відрядження Тищенка до Таїланду.
У відповідь на скандал голова фракції «Слуга народу» Давид Арахамія ініціював виключення Тищенка з фракції та партії. 27 січня 2023 року Тищенка виключили з фракції «Слуга народу» та позбавили посади заступника голови фракції.

### ТСК Нацресурс (2023)
14 червня 2023, після того як Верховна Рада припинила діяльність ТСК Тищенка щодо вирубання лісів, помічниця Тищенка Евеліна Андрієвська створила ГО «ТСК Нацресурс» дублюючи назву ТСК. І після цього Тищенко продовжував писати про перевірки різних установ нібито в рамках роботи ТСК «Нацресурс».

### Ботоферми та кол-центри (2019—2024)
1 серпня 2022 року депутат Тищенко звинуватив колегу Олега Семінського в відстоюванні інтересів ботоферми, що за його словами пов'язана з російськими спецслужбами. Тищенко стверджував, що в офісі цього коллцентру були знайдені печатки російських компаній та банків, зокрема «Газпрому» та «Центробанку». Семінський заперечував ці звинувачення, заявивши, що офіс орендували «звичайні айтішники».
У серпні 2023 року було опубліковано аудіо, де особа з голосом, схожим на Тищенка, обговорювала створення схеми «заробітку» на колл-центрах, обіцяючи вирішувати справи на всіх рівнях та домовлятися з правоохоронними органами й судами. Тищенко назвав цей запис фейком.

### Проросійська позиція
23 лютого 2024 року стало відомо, що Тищенко приховував зв'язки з особами, які співпрацюють з Росією. ЗМІ вказують і на зв'язки з РФ через Микиту Батюка, батько якого є головою Спілки промисловців «ДНР».

### Напад на військового в Дніпрі (2024)
20 червня 2024 року в Дніпрі Тищенко у супроводі невідомих озброєних людей у камуфляжі, а також представника ГУНП України в Києві напав на військового зі спецпідрозділу ГУР МО України Kraken, ветерана російсько-української війни Дмитра Павлова (позивний Син), який гуляв містом із немовлям. Невідомі у балаклавах із Тищенком вихопили дитину з рук чоловіка, вдягли на чоловіка кайданки й почали бити. Було порушено справи за ч. 1 ст. 125 (умисне легке тілесне ушкодження) та 2 ст. 146 (незаконне позбавлення волі) ККУ.
25 червня 2024 року Тищенку вручили підозру за нанесення тілесних ушкоджень та незаконному утриманні за ч. 2 ст. 127, ч. 2 ст. 146 ККУ. Печерський суд Києва призначив Тищенку 60 днів домашнього арешту з носінням електронного браслету, але того ж вечора журналісти помітили Тищенка у одному з ресторанів Києва. Тищенка підозрювали у катуванні та незаконному позбавленні волі колишнього військовослужбовця у місті Дніпрі.
25 червня Печерський суд Києва заарештував на 2 місяці без застави охоронця Тищенка, учасника нападу. 19 серпня суд продовжив домашній арешт Тищенку на два місяці.
19 вересня 2024 року запобіжний захід Тищенку у вигляді домашнього арешту з носінням електронного браслету продовжено на 2 місяці. 12 листопада 2024 року колегія суддів судової палати з розгляду кримінальних справ Київського апеляційного суду залишила без змін Ухвалу слідчого судді Печерського районного суду міста Києва від 19 вересня 2024 року, відповідно апеляційну скаргу сторони захисту — залишено без задоволення. 15 листопада 2024 року Печерський суд Києва продовжив домашній арешт Тищенка до 23 грудня 2024 року.
7 листопада колишній охоронець Тищенка на Костянтин Цубера визнав свою провину та уклав угоду зі слідством. Він визнав причетність до незаконного позбавлення волі за попередньою змовою (ч. 2 ст. 146 ККУ), до катування (ч. 2 ст. 127), і надав свідчення щодо нападу.
17 грудня ДБР завершило розслідування проти Тищенка, обвинувальний акт було скеровано до суду. 27 січня 2025 року суд відправив Тищенка під домашній арешт на 2 місяці.
12 травня Шевченківський суд пом'якшив Тищенку та експоліцейському Богдану Писаренку запобіжний захід до нічного домашнього арешту терміном до 12 липня.

## Державні нагороди та відзнаки
- 2005 — почесна грамота ВРУ за заслуги перед українським народом[джерело?].
- 2007 — грамота Міністерство у справах сім'ї, молоді та спорту України за благодійність[джерело?].
- 2008 — указом Президента України нагороджений державним орденом України «За заслуги» III ступеня[68].

## Родина
- Батько — Микола Петрович Тищенко;
- Мати — Жанна Анатоліївна Тищенко,[69] за часів СРСР працювала фотографом у будинку побуту, яким керував її чоловік, Микола перервав всі зв'язки з матір'ю[70][71].

- Другий шлюб уклав із моделлю Іриною Журавською, племінницею нардепа від Партії Регіонів Віталія Журавського[72].
- Двічі розлучений, 2016 року одружився втретє, з Аллою Барановською (нар. 1995)[73], розлучилися в січні 2024[74]. За даними журналістів, розлучення було фіктивним і слугувало, щоби ховати статки Тищенка[75]
- 21 лютого 2017 року народився другий син Давид[76]
- Кум — Андрій Єрмак[77].